# Georg Arndt (Theologe)
Johann Georg Arndt (* 19. Juli 1863 in Mückenberg; † 11. Januar 1939 in Wernigerode) war ein deutscher evangelischer Theologe, ehrenamtlicher Archivar und Geschäftsführer der Gesellschaft für Kirchengeschichte.

## Leben
Arndt war der Sohn des Pfarrers Leopold Arndt in Eisdorf und besuchte das Gymnasium in Halle (Saale). Anschließend studierte er an den Universitäten Halle, Leipzig und Erlangen Evangelische Theologie. Danach besuchte er das Predigerseminar in Wittenberg. 
Ab 1889 war Arndt Vikar, zuerst an der Bodelschwinghschen Anstalt und anschließend in Sachsenburg bei Frankenberg/Sa. 1891 wurde Arndt Diakon (zweiter Pfarrer) an der Moritzkirche in Halberstadt. Dort wurde er 1911 zum Oberpfarrer befördert. 1912 ging er in Pension. Während der letzten Jahre machte sich Arndt um die Archivalien des Fürsten zu Stolberg-Wernigerode verdient. 
Arndt, der immer schon kirchenpolitisch engagiert war, übernahm 1916 das Amt des Generalsekretärs der Reichsgeschäftsstelle des Evangelischen Bundes in Berlin. Im selben Jahr nahm ihn die Akademie gemeinnütziger Wissenschaften zu Erfurt auch als Mitglied auf. Ferner wurde ihm der Titel „Dr. jur. h.c.“ verliehen. 
Zwischen 1933 und 1936 wirkte Arndt als Pastor in der Gemeinde Eggenstedt. Im Anschluss daran holte man ihn als Mitglied in das Konsistorium der Kirchenprovinz Sachsen in Magdeburg und betraute ihn mit dem Ressort Patronatsangelegenheiten.
Er starb in Wernigerode, wo er in der Hornstraße 14 eine Villa besaß.

## Werke (Auswahl)
Aufsätze
- Die Pfarrbesetzung im Fürstentum Halberstadt. In: Zeitschrift des Vereins für Kirchengeschichte der Provinz Sachsen, Bd. 6 (1909), S. 181–211.
- Die kirchliche Baulast in der Mark Brandenburg. In: Jahrbuch für Brandenburgische Kirchengeschichte, Bd. 1 (1915), S. 119.
- Die kirchliche Baulast in dem ehemaligen Erfurtischen Gebiete. In: Mitteilungen des Vereins für Geschichte und Altertumskunde von Erfurt, Jg. 37 (1916), S. 1–84.
- Wissenschaftliche Tätigkeit im Franziskanerkloster zu Halberstadt um die Wende des 18. und 19. Jahrhunderts. In: Franziskanische Studien, Bd. 5 (1918), S. 103–130.
- Zwei Bruderschaften bei den Franziskanern in Halberstadt. In: Franziskanische Studien, Bd. 7 (1920), S. 232–240.
- Die Volksschule der Franziskaner in Halberstadt, besonders um die Wende des 18. und 19. Jahrhunderts. In: Franziskanische Studien, Bd. 15 (1928), S. 126–160.
- Die geschichtliche Entwicklung des evangelischen Kirchenrechts im Bistum-Fürstentum Halberstadt von der Reformation bis 1815. In: Sachsen und Anhalt, Bd. 4 (1928), S. 44–131.

Bücher
- Kurze Geschichte des Waisenhauses zu Wernigerode. Aus Anlaß der 200 jährigen Jubelfeier des Waisenhauses. Wernigerode 1914.
- Über das Kirchenpatronat in Preußen und die Versuche seiner Aufhebung oder Ablösung. A. Mieck, Prenzlau 1921.
- Das Patronat und die kirchliche Baulast in Pommern. A. Mieck, Prenzlau 1922.
- Das Vordringen Roms in Berlin und in der Mark Brandenburg. Berlin 1926.
- Das Kirchenpatronat in Thüringen. Jena 1927.